# Filezilla
Filezilla, av utvecklarna skrivet FileZilla, är en fri FTP-klient för Windows, Mac och Linux med grafiskt användargränssnitt.
Filezilla startades i januari 2001 som ett projektarbete i datavetenskap, av Tim Kosse och två klasskompisar. En alfaversion kom en månad senare[källa behövs] och alla nödvändiga funktioner fanns med i betaversionen 2.1.
Filezilla och dess källkod kan laddas hem från Sourceforge. Sourceforge hade Filezilla som månadens projekt i november 2003.

## Funktioner
- Bokmärkeshanterare, som tillåter användaren att skapa en lista med FTP-sajter tillsammans med anslutningsdata (som portnummer, protokoll med mera).
- Meddelandelogg, visar kommandon skickade från Filezilla till servern och serverns svar.
- Fil- och mappvy, ett grafiskt gränssnitt för att föra över filer.
- Överföringskön visar köfilernas status i realtid.